# José Luis Oltra
José Luis Oltra Castañer (Valencia, 24 de marzo de 1969) es un exfutbolista y entrenador de fútbol español. Jugó en Segunda División, Segunda División "B" y Tercera División desde 1991 hasta 2001 como centrocampista, año en que obtuvo la licencia de entrenador. Actualmente está libre tras dejar el Club Deportivo Eldense.

## Trayectoria deportiva como jugador
Formado en las categorías inferiores del Valencia Club de Fútbol, su trayectoria como jugador, desempeñando la función de centrocampista, fue relativamente corta. La primera referencia que se tiene es su participación en Segunda División en el Sabadell, en el transcurso de la temporada 1991-92. Desde el año 1993 hasta el 2000 jugó en la Segunda División B, defendiendo la camiseta del Levante UD, Yeclano en dos etapas (1993-94 y 1996-2000) y Elche CF. En 2001 se retiró cuando jugaba en el Ontinyent, de la Tercera División.

## Trayectoria deportiva como entrenador
Si por algo se caracteriza la opinión generalizada sobre José Luis Oltra es que sus equipos despliegan un fútbol alegre, vistoso y muy ofensivo. Como punto negativo cabe destacar el gran número de goles encajados por sus equipos.

### Inicios
Su primer equipo como entrenador fue el Catarroja, de la Regional Preferente, equipo con el que logró el tercer puesto. 
CD Castellón
A la temporada siguiente, el CD Castellón de Segunda División B lo contrató para luchar por el ascenso a la Segunda A. El equipo consiguió ser campeón de grupo, pero no pudo ascender al caer en la fase de promoción. En la temporada siguiente concluyó cuarto en liga, volviendo a participar en la liguilla de ascenso para quedarse nuevamente a las puertas de la Segunda A.
Levante UD
Su gran labor al frente del CD Castellón hizo que el Levante UD se fijara en él y lo contratara para dirigir al filial, de Segunda División B. La trayectoria del filial fue bastante buena, tanto que, a falta de cuatro jornadas para el final, el equipo tenía ya prácticamente asegurada la presencia en la fase de ascenso a la Segunda División A. En ese momento, el primer equipo destituyó a su entrenador, Bernd Schuster, tras una mala racha de resultados; eligiendo a José Luis Oltra como sucesor para tratar de evitar el descenso del conjunto granota. Sin embargo, tras los cuatro partidos que restaban, el equipo azulgrana sólo sumó dos puntos y no consiguió salvarse, consumando su regreso a la Segunda División.
Al comienzo del curso 2005-06, el Levante UD confió en José Luis Oltra para construir su nuevo equipo, con el que regresar a Primera División; pero, tras sólo diez jornadas, fue destituido, estando el equipo en la mitad de la tabla.
Ciudad de Murcia
Para la siguiente temporada, el Ciudad de Murcia, que pretendía luchar por ascender a Primera División, contrató al técnico valenciano, el cual dejó al equipo en cuarta posición. El modesto equipo murciano no consiguió su objetivo, aunque logró la mejor clasificación de su historia.
CD Tenerife
El éxito de su trabajo al frente del Ciudad de Murcia llevó a grandes equipos de la categoría a interesarse por su situación. Al final, el Club Deportivo Tenerife consiguió su contratación en 2007, ofreciéndole un contrato por un año. En su primera temporada consumó una trayectoria irregular, con mucha solidez como local y resultados pobres en los desplazamientos, acabando undécimo. A pesar de este resultado, obtuvo la renovación por otra campaña. José Luis Oltra logró consolidarse como entrenador y ser en la temporada 2008-09 uno de los mejores entrenadores que ha tenido el equipo insular, consiguiendo el ascenso del CD Tenerife a la Primera División de España con una victoria ante el Girona FC por 0-1, y ganándose el afecto de la afición chicharrera. El equipo canario acabó tercero con 81 puntos, tras perder el último partido ante el CD Castellón cuando tenía el título al alcance de la mano.
El 29 de agosto de 2009, el entrenador regresó a la Primera División española. En su primer encuentro en Primera División, frente al Real Zaragoza, el conjunto del técnico valenciano cayó derrotado por 1-0 en un partido claramente dominado por el conjunto chicharrero. Su primera victoria llegaría en el coliseo insular contra Osasuna, una jornada después, el 12 de septiembre de 2009, que coincidía con el debut como local en la temporada del CD Tenerife en Primera División (2-1). Finalmente, en una última jornada de infarto, el equipo descendió a la Segunda División, descenso dramático para él, como declaró al consumar el descenso ante el equipo de su tierra, el Valencia CF. La pérdida de la categoría provocó que el club no renovase su contrato, lo que supuso un duro golpe para la afición chicharrera, que confiaba en la renovación de Oltra. Más tarde se despidió en una rueda de prensa en la que quedó patente la profesionalidad y buen hacer del técnico así como el cariño que sentía hacia Tenerife, lugar al que llegó con su mujer y sus dos hijos, uno de ellos recién nacido, Miguel.
UD Almería
El 24 de noviembre de 2010, se confirmó en la web de la Unión Deportiva Almería su fichaje como técnico del club tras la destitución de Juan Manuel Lillo. A pesar de mejorar los números de su predecesor, el equipo no salía de la zona de descenso. Finalmente, el 5 de abril de 2011, se confirmó en la web de la Unión Deportiva Almería su destitución; siendo reemplazado por Roberto Olabe, quien fue director deportivo del equipo en la época de su ascenso a Primera.
RC Deportivo
En verano de 2011, tras la marcha de Miguel Ángel Lotina del Deportivo, Augusto César Lendoiro decidió confiar a Oltra el proyecto blanquiazul para tratar de regresar a Primera División. El equipo gallego consiguió el ascenso en su primera temporada con Oltra, acabando como campeón de Segunda y con récord de puntos a pesar del difícil camino que ello supuso, pues a pesar de llegar al Deportivo con intención de adaptarlo al buen juego característico de los equipos de Oltra, fue él quien tuvo que adaptar su juego a las características de la plantilla del Deportivo, logrando un equipo muy efectivo. Este éxito hizo a Oltra marcar su nombre en la historia de la Segunda División. Es por ello que continuó una temporada más como técnico del Deportivo, con el objetivo de consolidar al club blanquiazul en la máxima categoría del fútbol español. Sin embargo, las cosas no le fueron igual en la temporada 2012-13 de Primera División y terminó siendo despedido el 30 de diciembre de 2012, tras obtener solamente 12 puntos en los primeros 17 partidos del campeonato.
RCD Mallorca
El 9 de junio de 2013, fichó por el Real Club Deportivo Mallorca, equipo recién descendido a Segunda División, con el principal propósito de devolverlo a la élite. Sin embargo, el conjunto bermellón comenzó el campeonato con 3 derrotas consecutivas. Oltra fue destituido el 24 de febrero de 2014, dejando al Mallorca en 11.ª posición tras 27 partidos en Segunda División. El equipo insular no mejoró con el cambio y terminó obteniendo la permanencia en la última jornada.
RC Recreativo
El 27 de junio de 2014, se comprometió con el Real Club Recreativo de Huelva por dos temporadas. El conjunto onubense comenzó la Liga con buenos resultados, llegando a ocupar puestos de promoción de ascenso en el primer tercio del campeonato, pero luego entró en una espiral negativa de resultados (2 puntos de 33) que lo arrastraron a puestos de descenso. Oltra acabó siendo despedido el 10 de febrero de 2015, abandonando al equipo andaluz en 21.er puesto con 22 puntos tras 24 jornadas.
Córdoba CF
El 10 de junio de 2015, fue contratado por el Córdoba Club de Fútbol, con el objetivo de volver Primera División. Fue eliminado en la primera ronda de la Copa del Rey tras perder 0-1 en casa frente al CD Lugo. Tras conseguir 7 victorias, un empate y 3 derrotas en los 11 primeros partidos de Liga, el club anunció su renovación por un año, debido a esos buenos resultados del equipo. Acabó la primera vuelta como segundo clasificado, en puestos de ascenso directo. Aunque no le iría tan bien en la segunda vuelta, ya que cosechó ocho partidos consecutivos sin ganar en casa, y además no hubo continuidad de victorias, provocando que el equipo se cayera de puestos de ascenso directo e incluso de play-off. Tras estos malos resultados, se llegó a plantear la continuidad del técnico, pero se disiparon las dudas tras regresar a la senda de los buenos resultados y volver a meter al equipo en los play-off. Finalmente, el equipo blanquiverde se clasificó para la promoción de ascenso al terminar como 5.º clasificado la Liga regular, pero el Girona derrotó al conjunto de Oltra. El 27 de noviembre de 2016, tras perder por 1-3 contra el Getafe y encadenar 9 jornadas sin ganar en la Liga, el club anunció su destitución.
Granada CF
El 3 de junio de 2017, se confirmó su fichaje por el Granada CF. Aunque no consiguió buenos resultados en sus primeros partidos al frente del conjunto nazarí, posteriormente encontró una dinámica positiva que le llevó a ser líder en la 13.ª jornada y a terminar la primera vuelta del campeonato de Segunda División en puestos de promoción de ascenso. Sin embargo, tres derrotas consecutivas en marzo de 2018 hicieron que el equipo andaluz se alejara de los dos primeros clasificados y terminaron provocando el cese de Oltra.
CD Tenerife
El 18 de septiembre de 2018, se hizo público su regreso al club chicharrero casi una década después, haciéndose cargo del equipo tinerfeño cuando ocupaba la 19.ª posición de la clasificación. Fue despedido el 13 de mayo de 2019, dejando al conjunto canario como 17.º clasificado en la 38.ª jornada de Liga.
Racing de Santander
El 4 de febrero de 2020, firmó por el club racinguista hasta final de temporada, tras los malos resultados cosechados por Iván Ania y Cristóbal Parralo. Debutó el día 7 de febrero con victoria ante la UD Almería (0-1), logrando su primera victoria y la segunda del Racing a domicilio en las 27 jornadas. Sin embargo, no pudo evitar el descenso del conjunto cántabro a la categoría de bronce.
CF Fuenlabrada
El 3 de febrero de 2021, se convirtió en el nuevo entrenador del C. F. Fuenlabrada de la Segunda División de España, logrando la permanencia en la categoría. El 15 de diciembre de 2021, fue destituido de su cargo tras 11 jornadas sin ganar.
AEK Larnaca
El 3 de junio de 2022, anunció a través de sus redes sociales que sería el nuevo entrenador del AEK Larnaca de la Primera División de Chipre, firmando por 2 temporadas, siendo esta su primera aventura fuera de España. Fue destituido el 6 de noviembre de 2023, tras perder 0-3 contra el APOEL.
CD Eldense
El 20 de enero de 2025, se hizo oficial su fichaje hasta final de temporada por el C. D. Eldense, equipo que milita en la Segunda División. Aunque mejoró los números de su predecesor en el banquillo y el conjunto valenciano llegó a las últimas jornadas del campeonato con opciones de alcanzar la permanencia, finalmente no pudo evitar el descenso. El 3 de junio de 2025, se anunció su marcha del club.

## Clubes

### Como entrenador
| Club             | País   | Año       | P   | PG | PE | PP | % v.  |
| ---------------- | ------ | --------- | --- | -- | -- | -- | ----- |
| Catarroja CF     | España | 2001-2002 | 34  | 15 | 11 | 8  | 44.12 |
| CD Castellón     | España | 2002-2004 | 89  | 45 | 25 | 19 | 50.56 |
| Levante UD "B"   | España | 2004-2005 | 34  | 14 | 12 | 8  | 41.18 |
| Levante UD       | España | 2005      | 15  | 4  | 5  | 6  | 26.67 |
| Ciudad de Murcia | España | 2006-2007 | 43  | 18 | 9  | 16 | 41.86 |
| CD Tenerife      | España | 2007-2010 | 128 | 47 | 36 | 45 | 36.72 |
| UD Almería       | España | 2010-2011 | 24  | 8  | 5  | 11 | 33.33 |
| RC Deportivo     | España | 2011-2012 | 65  | 34 | 12 | 19 | 52.31 |
| RCD Mallorca     | España | 2013-2014 | 28  | 9  | 9  | 10 | 32.14 |
| RC Recreativo    | España | 2014-2015 | 26  | 6  | 7  | 13 | 23.08 |
| Córdoba CF       | España | 2015-2016 | 62  | 25 | 15 | 22 | 40.32 |
| Granada CF       | España | 2017-2018 | 33  | 14 | 7  | 12 | 42.42 |
| CD Tenerife      | España | 2018-2019 | 32  | 8  | 13 | 11 | 25    |
| Real Racing Club | España | 2020      | 16  | 3  | 3  | 10 | 18.75 |
| CF Fuenlabrada   | España | 2021      | 41  | 11 | 17 | 13 | 26.83 |
| AEK Larnaca      | Chipre | 2022-2023 | 68  | 30 | 17 | 21 | 44.12 |
| CD Eldense       | España | 2025      | 19  | 6  | 6  | 7  | 31.58 |